# Päckchen (Einheit)
Das Päckchen oder Büschel (Neapel) war ein Stückmaß, besonders im Handel mit Musikinstrumentensaiten. Das Maß richtete sich nach den Fertigungsorten, wie z. B. Rom, Neapel, Padua, Verona, Venedig und Paris, Lyon, Toulouse.
Entsprechend der Instrumentenart und des Saitenmaterials wurden die Abpackungen bestückt. Die Einteilung in Päckchen war den Darmsaiten vorbehalten.
Für Metallseiten (Eisen, Stahl, Messing) galt eine andere Verpackungsgröße und -art.
So gab es auch die Abpackung mit allen erforderlichen Saiten für ein bestimmtes Instrument und wurde Bezug genannt.
- Streichinstrumente je Stück Saite mit 7 Windungen und 7 Palmi Länge (genannt Foresteri)
  - 1 Päckchen = 30 Stück Saiten
  - 16 Päckchen = 1 Schachtel
  - 10 Schachteln = 1 Kiste
- Gitarren und Lauten: je Stück Saite 8 Palmi Länge
- 1 Päckchen = 60 Stück Saiten